# Ekhofplatz (Schwerin)
Der Ekhofplatz in der Altstadt von Schwerin erinnert an den Schauspieler Conrad Ekhof.
Als Platzraum mit Baumpflanzung und Ekhofbüste (zwischen Theater und Museum, sog. Ekhofplatz) ist er unter der Bezeichnung Kleiner Moor in der Denkmalliste der Landeshauptstadt eingetragen. 
Der Platz befindet sich nordöstlich des Alten Gartens zwischen dem Staatstheater, dem Staatlichen Museum und dem ehemaligen Kulissenhaus des Theaters. Im 19. Jahrhundert diente er als herrschaftliche Kutschenvorfahrt vor dem Theater. 

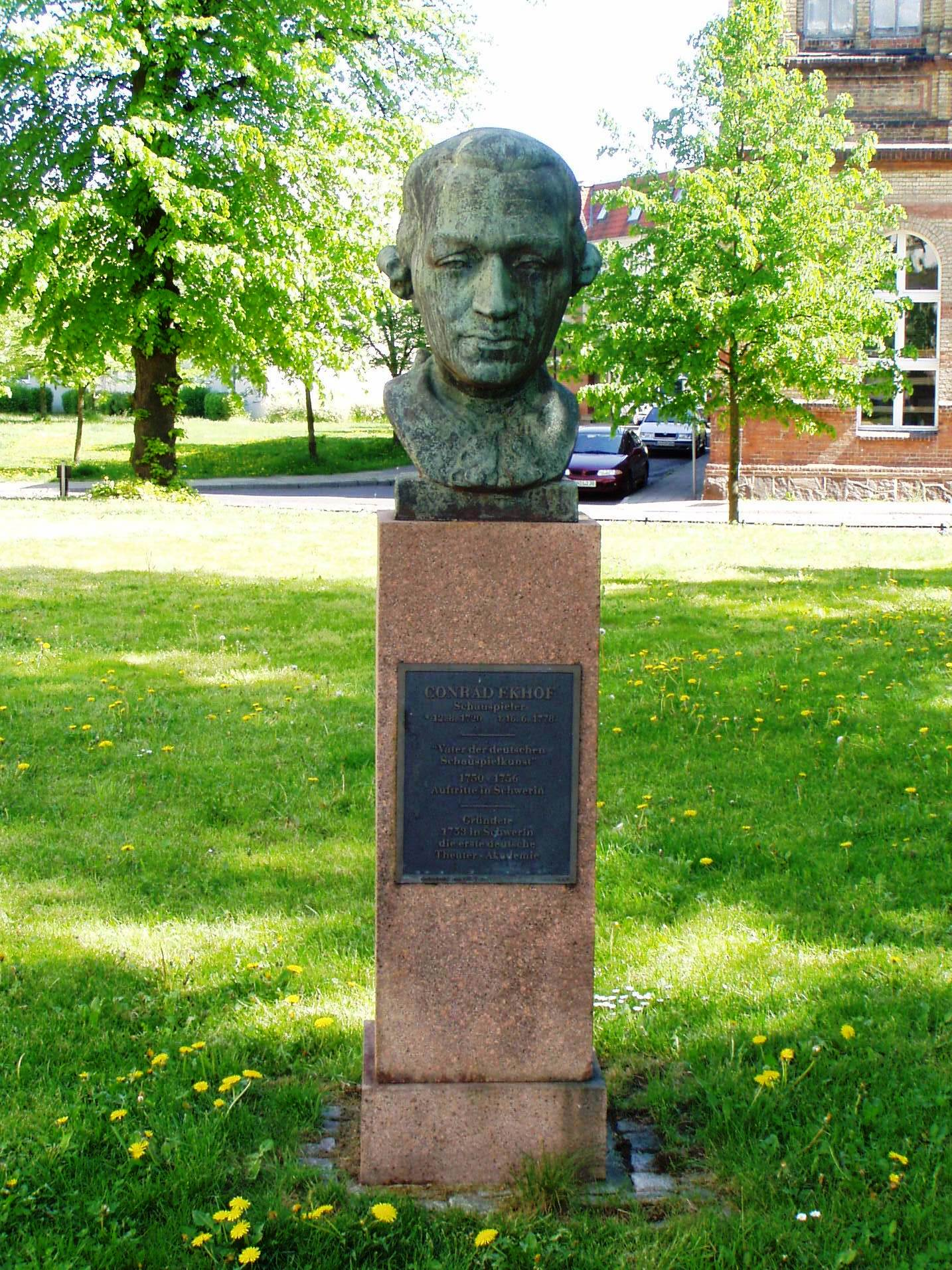
Ekhof-Denkmal Schwerin

Der von Bäumen umrundete, dreieckige Platz ist mit einer Wiese bepflanzt. Auf ihr steht eine Säule mit der 1961 von Hans Kies entworfenen Bronzebüste Conrad Ekhofs. Die Inschrift lautet: 

„CONRAD EKHOF
Schauspieler
*12.8.1720 †16.6.1778
--
"Vater der deutschen Schauspielkunst"
1750 - 1756
Auftritte in Schwerin
--
Gründete
1753 in Schwerin
die erste deutsche
Theater-Akademie“

Die Förderung Ekhofs und seiner Schönemannschen Gesellschaft durch den theaterfreundlichen Herzog Christian Ludwig II. mit festem Gehalt und Spielzeit in Schwerin ermöglichte erst den Freiraum zur Gründung der „Academie der Schönemannischen Gesellschaft“ am 28. April 1753. Sie hatte zwar nur kurze Zeit Bestand, es gingen aber von ihr wichtige Impulse für das deutsche Theaterwesen aus. 